# Šahovska asocijacija malih nacija
Šahovska asocijacija malih nacija (eng.  Small Nations Chess Association), pridružena organizacija Svjetske šahovske organizacije koja predstavlja male države. Uloga mu je promicati i razvijati sve oblike šaha na svom prostoru (zona 1.10), štititi interese šaha, uspostaviti i koordinirati aktivnost članova i organizirati regionalna prvenstva pod okriljem FIDE, te zastupati interese članova kod FIDE i inih međunarodnih organizacija.
Sjedište je u St. Croixu na Američkim Djevičanskim Otocima. Današnja predsjednica je Margaret Murphy iz Američkih Djevičanskih Otoka.

## Vanjske poveznice
- Službene stranice  Arhivirana inačica izvorne stranice od 17. svibnja 2019. (Wayback Machine)
- ESNA - San Marino Scacchi  Arhivirana inačica izvorne stranice od 3. lipnja 2019. (Wayback Machine) 6th European Small Nations Team Championship
- Guernseyski šahovski savez